# Mercedes-EQ Formula E Team
Mercedes-EQ Formula E Team (wcześniej Mercedes-Benz EQ Formula E Team) – niemiecki zespół wyścigowy, aktywny w Mistrzostwach Formuły E od sezonu 2019/2020 do sezonu 2021/2022, kiedy został przejęty przez McLarena. Ekipa była wspierana przez zespół Mercedesa w Formule 1, a za obsługę operacyjną odpowiedzialne było HWA.

## Historia

### Początki
24 lipca 2017, Mercedes ogłosił wycofanie się z serii DTM z końcem sezonu 2018 i przejście do Formuły E wraz z początkiem sezonu 2019/2020. Koncern poinformował również o tym, że zespół będzie wspierany przez fabryczną stajnię Mercedesa, uczestniczącą w Formule 1.
Podwaliny pod wejście Mercedesa do Formuły E miały miejsce w sezonie 2018/2019, gdy w Formule E zadebiutował zespół HWA Racelab, które korzystało z układów napędowych od Venturi. Kierowcami HWA zostali Gary Paffett i Stoffel Vandoorne. Pierwsze punkty dla zespołu wywalczył Brytyjczyk podczas wyścigu w Hongkongu, gdzie zajął ósme miejsce. Vandoorne zapewnił ekipie jedyne podium podczas rundy w Rzymie, zajmując trzecie miejsce. W klasyfikacji zespołowej, HWA zajęło dziewiąte miejsce, a kierowcy zespołu łącznie zgromadzili dla zespołu 44 punkty, wyprzedzając zespoły Dragon Racing i NIO.

### Sezon 2019/2020
Mercedes oficjalnie zadebiutował w Formule E pod nazwą Mercedes-Benz EQ Formula E Team podczas ePrix Ad-Dirijji 2019, podwójnej inauguracyjnej rundy sezonu 2019/2020. Obsługę operacyjną zespołu nadal opracowywało HWA. Ich samochód, Mercedes-Benz EQ Silver Arrow 01, został zaprezentowany w marcu 2019. Samochód pojawiał się na różnych imprezach, promując wejście Mercedesa do Formuły E, w tym w ramach Międzynarodowego Salonu Samochodowego w Genewie. We wrześniu ogłoszono, że duńska firma Vestas została głównym partnerem zespołu. W tym samym miesiącu ogłoszono skład kierowców i szefa zespołu. Vandoorne pozostał w składzie, natomiast Gary’ego Paffetta zastąpił Nyck de Vries, mistrz Formuły 2 z 2019. Na szefa ekipy mianowano Iana Jamesa. W październiku tego samego roku ogłoszono, że Venturi będzie korzystać z napędu Mercedesa, odwracając tym samym swoje relacje.
Podczas testów przedsezonowych w Walencji, Mercedes był drugim (po NIO) najwolniejszym zespołem w stawce. Mimo tego, Vandoorne wygrał jeden z dwóch wyścigów symulacyjnych, które odbyły się w ciągu tygodnia. W lipcu 2020, przed wznowieniem serii, ze względu na pandemię COVID-19, Mercedes postanowił zastosować czarne barwy w swoich samochodach, ujednolicając ją z projektem zastosowanym w modelu F1 W11 EQ Performance.
Pierwszy sezon zespół zakończył zwycięstwem w ostatnim wyścigu w Berlinie, kończąc eliminację dubletem – Vandoorne wygrał przed de Vriesem. W klasyfikacji kierowców, Belg zdobył tytuł wicemistrzowski, natomiast Mercedes zajął trzecią pozycję, przegrywając z ekipami Techeetah i Nissan e.dams

### Sezon 2020/2021
29 października 2020, Mercedes zaprezentował nowy samochód Mercedes-EQ Silver Arrow 02, który powrócił do tradycyjnego srebrnego malowania. Przy okazji poinformowano o zachowaniu dotychczasowego składu kierowców, czyli Stoffela Vandoorne'a i Nycka de Vriesa. W 2021 roku zespół przeszedł nieznaczną zmianę nazwy na Mercedes-EQ Formula E Team. Sezon ten był najlepszy – de Vries wygrał dwa wyścigi, stanął dwukrotnie na podium i zdobył tytuł mistrza świata, gromadząc 99 punktów, natomiast Vandoorne wygrał drugi wyścig w Rzymie i był trzeci w pierwszym wyścigu w Walencji, ostatecznie plasując się dziewiątym miejscu z 82 punktami. W klasyfikacji zespołów, Mercedes zdobył mistrzostwo z liczbą 181 punktów, o cztery więcej od Jaguar Racing.

### Sezon 2021/2022
Ponownie reprezentantami zespołu byli Stoffel Vandoorne i Nyck de Vries. Belg wygrał wyścig w Monako, ponadto jeszcze sześciokrotnie znalazł się na podium – w ostatecznym rozrachunku Vandoorne wywalczył tytuł mistrzowski, zdobywając 213 punktów. De Vries wygrał dwa wyścigi (w pierwszej rundzie w Ad-Dirijji i w drugiej w Berlinie) i był trzeci w drugiej rundzie w Londynie i ostatecznie zajął on dziewiąte miejsce, zdobywając 106 punktów. W klasyfikacji zespołów, Mercedes obronił tytuł, gromadząc w sumie 319 punktów, o 24 więcej od ROKiT Venturi Racing.

## Zakończenie startów
Przed ostatnim wyścigiem sezonu 2020/2021, Mercedes poinformował, że z końcem sezonu 2021/2022 odejdzie z Formuły E, jednak kierownictwo pozostawiło sobie opcję pozostania w niej na okres obowiązywania samochodów trzeciej generacji. W maju 2022, poinformowano, że zespół Mercedesa zostanie przejęty przez McLarena, a szefem zespołu pozostanie Ian James.

## Wyniki
| Sezon     | Samochód     | Napęd                            | Opony | Kierowcy          | Wyniki w poszczególnych eliminacjach | Wyniki w poszczególnych eliminacjach | Wyniki w poszczególnych eliminacjach | Wyniki w poszczególnych eliminacjach | Wyniki w poszczególnych eliminacjach | Wyniki w poszczególnych eliminacjach | Wyniki w poszczególnych eliminacjach | Wyniki w poszczególnych eliminacjach | Wyniki w poszczególnych eliminacjach | Wyniki w poszczególnych eliminacjach | Wyniki w poszczególnych eliminacjach | Wyniki w poszczególnych eliminacjach | Wyniki w poszczególnych eliminacjach | Wyniki w poszczególnych eliminacjach | Wyniki w poszczególnych eliminacjach | Wyniki w poszczególnych eliminacjach | Wyniki kierowców | Wyniki kierowców | Wyniki zespołu | Wyniki zespołu |
| 2019/2020 |              |                                  |       |                   | Arabia Saudyjska                     | Arabia Saudyjska                     | Chile                                | Meksyk                               | Maroko                               | Niemcy                               | Niemcy                               | Niemcy                               | Niemcy                               | Niemcy                               | Niemcy                               |                                      |                                      |                                      |                                      |                                      | Punkty           | Pozycja          | Punkty         | Pozycja        |
| --------- | ------------ | -------------------------------- | ----- | ----------------- | ------------------------------------ | ------------------------------------ | ------------------------------------ | ------------------------------------ | ------------------------------------ | ------------------------------------ | ------------------------------------ | ------------------------------------ | ------------------------------------ | ------------------------------------ | ------------------------------------ | ------------------------------------ | ------------------------------------ | ------------------------------------ | ------------------------------------ | ------------------------------------ | ---------------- | ---------------- | -------------- | -------------- |
| 2019/2020 | Spark SRT05e | Mercedes-Benz EQ Silver Arrow 01 | M     |                   |                                      |                                      |                                      |                                      |                                      |                                      |                                      |                                      |                                      |                                      |                                      |                                      |                                      |                                      |                                      |                                      |                  |                  |                |                |
| 2019/2020 | Spark SRT05e | Mercedes-Benz EQ Silver Arrow 01 | M     | Stoffel Vandoorne | 3                                    | 3                                    | 6                                    | NS                                   | 15                                   | 6                                    | 5                                    | NU                                   | 12                                   | 9                                    | 1                                    |                                      |                                      |                                      |                                      |                                      | 87               | 2                | 147            | 3              |
| 2019/2020 | Spark SRT05e | Mercedes-Benz EQ Silver Arrow 01 | M     | Nyck de Vries     | 6                                    | 16                                   | 5                                    | NU                                   | 11                                   | 4                                    | NU                                   | 18                                   | 4                                    | 14                                   | 2                                    |                                      |                                      |                                      |                                      |                                      | 60               | 11               | 147            | 3              |
| 2020/2021 |              |                                  |       |                   | Arabia Saudyjska                     | Arabia Saudyjska                     | Włochy                               | Włochy                               | Hiszpania                            | Hiszpania                            | Monako                               | Meksyk                               | Meksyk                               | Stany Zjednoczone                    | Stany Zjednoczone                    | Wielka Brytania                      | Wielka Brytania                      | Niemcy                               | Niemcy                               |                                      | Punkty           | Pozycja          | Punkty         | Pozycja        |
| 2020/2021 | Spark SRT05e | Mercedes-EQ Silver Arrow 02      | M     |                   |                                      |                                      |                                      |                                      |                                      |                                      |                                      |                                      |                                      |                                      |                                      |                                      |                                      |                                      |                                      |                                      |                  |                  |                |                |
| 2020/2021 | Spark SRT05e | Mercedes-EQ Silver Arrow 02      | M     | Stoffel Vandoorne | 8                                    | 13                                   | NU                                   | 1                                    | 3                                    | NU                                   | NU                                   | 7                                    | 13                                   | NU                                   | 12                                   | 7                                    | 15                                   | 12                                   | 3                                    |                                      | 82               | 9                | 181            | 1              |
| 2020/2021 | Spark SRT05e | Mercedes-EQ Silver Arrow 02      | M     | Nyck de Vries     | 1ⁿ                                   | 9                                    | NU                                   | NU                                   | 1                                    | 16                                   | NU                                   | 9                                    | NU                                   | 13                                   | 18                                   | 2                                    | 2                                    | 22                                   | 8                                    |                                      | 99               | 1                | 181            | 1              |
| 2021/2022 |              |                                  |       |                   | Arabia Saudyjska                     | Arabia Saudyjska                     | Meksyk                               | Włochy                               | Włochy                               | Monako                               | Niemcy                               | Niemcy                               | Indonezja                            | Maroko                               | Stany Zjednoczone                    | Stany Zjednoczone                    | Wielka Brytania                      | Wielka Brytania                      | Korea Południowa                     | Korea Południowa                     | Punkty           | Pozycja          | Punkty         | Pozycja        |
| 2021/2022 | Spark SRT05e | Mercedes-EQ Silver Arrow 02      | M     |                   |                                      |                                      |                                      |                                      |                                      |                                      |                                      |                                      |                                      |                                      |                                      |                                      |                                      |                                      |                                      |                                      |                  |                  |                |                |
| 2021/2022 | Spark SRT05e | Mercedes-EQ Silver Arrow 02      | M     | Stoffel Vandoorne | 2                                    | 7                                    | 11                                   | 3                                    | 5                                    | 1                                    | 3                                    | 3                                    | 5                                    | 8                                    | 4                                    | 2                                    | 2                                    | 4                                    | 5                                    | 2                                    | 213              | 1                | 319            | 1              |
| 2021/2022 | Spark SRT05e | Mercedes-EQ Silver Arrow 02      | M     | Nyck de Vries     | 1                                    | 10                                   | 6                                    | NU                                   | 14                                   | 10*                                  | 10*                                  | 1*                                   | NU                                   | 6                                    | 8                                    | 7*                                   | 6                                    | 3                                    | NU                                   | NU                                   | 106              | 9                | 319            | 1              |

### Inne zespoły napędzane przez Mercedesa
| Sezon     | Zespół               | Samochód     | Napęd                            | Opony | Kierowcy        | Wyniki w poszczególnych eliminacjach | Wyniki w poszczególnych eliminacjach | Wyniki w poszczególnych eliminacjach | Wyniki w poszczególnych eliminacjach | Wyniki w poszczególnych eliminacjach | Wyniki w poszczególnych eliminacjach | Wyniki w poszczególnych eliminacjach | Wyniki w poszczególnych eliminacjach | Wyniki w poszczególnych eliminacjach | Wyniki w poszczególnych eliminacjach | Wyniki w poszczególnych eliminacjach | Wyniki w poszczególnych eliminacjach | Wyniki w poszczególnych eliminacjach | Wyniki w poszczególnych eliminacjach | Wyniki w poszczególnych eliminacjach | Wyniki w poszczególnych eliminacjach | Wyniki kierowców | Wyniki kierowców | Wyniki zespołu | Wyniki zespołu |
| 2019/2020 |                      |              |                                  |       |                 | Arabia Saudyjska                     | Arabia Saudyjska                     | Chile                                | Meksyk                               | Maroko                               | Niemcy                               | Niemcy                               | Niemcy                               | Niemcy                               | Niemcy                               | Niemcy                               |                                      |                                      |                                      |                                      |                                      | Punkty           | Pozycja          | Punkty         | Pozycja        |
| --------- | -------------------- | ------------ | -------------------------------- | ----- | --------------- | ------------------------------------ | ------------------------------------ | ------------------------------------ | ------------------------------------ | ------------------------------------ | ------------------------------------ | ------------------------------------ | ------------------------------------ | ------------------------------------ | ------------------------------------ | ------------------------------------ | ------------------------------------ | ------------------------------------ | ------------------------------------ | ------------------------------------ | ------------------------------------ | ---------------- | ---------------- | -------------- | -------------- |
| 2019/2020 | ROKiT Venturi Racing | Spark SRT05e | Mercedes-Benz EQ Silver Arrow 01 | M     |                 |                                      |                                      |                                      |                                      |                                      |                                      |                                      |                                      |                                      |                                      |                                      |                                      |                                      |                                      |                                      |                                      |                  |                  |                |                |
| 2019/2020 | ROKiT Venturi Racing | Spark SRT05e | Mercedes-Benz EQ Silver Arrow 01 | M     | Felipe Massa    | 12                                   | 17                                   | 9                                    | NU                                   | 17                                   | NU                                   | NU                                   | 19                                   | 10                                   | 13                                   | 16                                   |                                      |                                      |                                      |                                      |                                      | 3                | 22               | 44             | 10             |
| 2019/2020 | ROKiT Venturi Racing | Spark SRT05e | Mercedes-Benz EQ Silver Arrow 01 | M     | Edoardo Mortara | 7                                    | 4                                    | NU                                   | 8                                    | 5                                    | 17                                   | 8                                    | 14                                   | 14                                   | 8                                    | 10                                   |                                      |                                      |                                      |                                      |                                      | 41               | 14               | 44             | 10             |
| 2020/2021 |                      |              |                                  |       |                 | Arabia Saudyjska                     | Arabia Saudyjska                     | Włochy                               | Włochy                               | Hiszpania                            | Hiszpania                            | Monako                               | Meksyk                               | Meksyk                               | Stany Zjednoczone                    | Stany Zjednoczone                    | Wielka Brytania                      | Wielka Brytania                      | Niemcy                               | Niemcy                               |                                      | Punkty           | Pozycja          | Punkty         | Pozycja        |
| 2020/2021 | ROKiT Venturi Racing | Spark SRT05e | Mercedes-EQ Silver Arrow 02      | M     |                 |                                      |                                      |                                      |                                      |                                      |                                      |                                      |                                      |                                      |                                      |                                      |                                      |                                      |                                      |                                      |                                      |                  |                  |                |                |
| 2020/2021 | ROKiT Venturi Racing | Spark SRT05e | Mercedes-EQ Silver Arrow 02      | M     | Edoardo Mortara | 2                                    | NW                                   | NU                                   | 4                                    | NU                                   | 9                                    | 12                                   | 3                                    | 1                                    | 14                                   | 17                                   | 9                                    | 11                                   | 2                                    | NU                                   |                                      | 92               | 2                | 146            | 7              |
| 2020/2021 | ROKiT Venturi Racing | Spark SRT05e | Mercedes-EQ Silver Arrow 02      | M     | Norman Nato     | 14                                   | 16                                   | 11                                   | DK                                   | NS                                   | 5                                    | 13                                   | 14                                   | NU                                   | 15                                   | 7                                    | NS                                   | NU                                   | 4                                    | 1                                    |                                      | 54               | 18               | 146            | 7              |
| 2021/2022 |                      |              |                                  |       |                 | Arabia Saudyjska                     | Arabia Saudyjska                     | Meksyk                               | Włochy                               | Włochy                               | Monako                               | Niemcy                               | Niemcy                               | Indonezja                            | Maroko                               | Stany Zjednoczone                    | Stany Zjednoczone                    | Wielka Brytania                      | Wielka Brytania                      | Korea Południowa                     | Korea Południowa                     | Punkty           | Pozycja          | Punkty         | Pozycja        |
| 2021/2022 | ROKiT Venturi Racing | Spark SRT05e | Mercedes-EQ Silver Arrow 02      | M     |                 |                                      |                                      |                                      |                                      |                                      |                                      |                                      |                                      |                                      |                                      |                                      |                                      |                                      |                                      |                                      |                                      |                  |                  |                |                |
| 2021/2022 | ROKiT Venturi Racing | Spark SRT05e | Mercedes-EQ Silver Arrow 02      | M     | Lucas Di Grassi | 5                                    | 3                                    | 12                                   | 11                                   | 8                                    | 6                                    | NU                                   | 4                                    | 7                                    | 5                                    | 2                                    | NU                                   | 9                                    | 1                                    | 3                                    | 11                                   | 126              | 5                | 295            | 2              |
| 2021/2022 | ROKiT Venturi Racing | Spark SRT05e | Mercedes-EQ Silver Arrow 02      | M     | Edoardo Mortara | 6                                    | 1                                    | 5                                    | 7                                    | NU                                   | NU                                   | 1                                    | 2                                    | 3                                    | 1                                    | 9                                    | 10                                   | 18                                   | 13                                   | NU                                   | 1                                    | 169              | 3                | 295            | 2              |